# 江戸口油問屋
江戸口油問屋（えどぐちあぶらどいや）とは、江戸積油問屋（えどづみあぶらどいや）とも呼ばれ、江戸時代の大坂にあった江戸方面への移送販売を専門とする油問屋のことである。
江戸の人口増大は灯油に対する需要を増大させ、江戸およびその周辺からの供給だけでは不足を来していた。これに目をつけた大坂の備前屋惣左衛門が元和3年（1617年）に西国油が集中する大坂市場の油を江戸への移送販売を開始したのが由来である。代銀100目分につき口銭8分を上乗せして販売する慣例であった。明和7年（1770年）の株数は8株、文政年間には大坂市場に集まる灯油の半分を扱い、江戸における需要の大部分を占めていた。だが、その後休業が相次いだことや株仲間の整理により、天保3年（1832年）には現存業者4名は京方面への移送販売を専門とする京口油問屋など大坂の各油問屋と統合されて単一の油問屋となった。